# Mohamed Oufkir
Pour l’article homonyme, voir Malika Oufkir.
Mohamed Oufkir (14 mai 1920 – 16 août 1972) (amazighe : ⵎⵓⵃⵎⵎⴷ ⵓ ⴼⵇⵉⵕ, est un général et homme d'État marocain. En 1955, à l'indépendance du Maroc, il devient aide de camp de Mohammed V, directeur de la Sûreté, ministre de l'Intérieur, puis ministre de la Défense du roi Hassan II, il est chargé de toutes les affaires « délicates » du roi.
Mohamed Oufkir est décoré par la France pour avoir combattu dans l'Armée française en 1944, lors de la Seconde Guerre mondiale, puis en Indochine française de 1947 à 1949. Il devient capitaine de l'Armée française en 1949 et est détaché un an plus tard, en 1950, au cabinet du général Raymond Duval, commandant supérieur des troupes en Tunisie et au Maroc.
Les conditions de la mort du général Oufkir restent imprécises. Cependant, selon une dépêche de l'AFP, qui se réfère à « des milieux diplomatiques étrangers », Oufkir n'aurait pas mis fin à ses jours, comme cela a été officiellement annoncé par le gouvernement marocain, mais aurait été exécuté (sûrement par les généraux Ahmed Dlimi et Moulay Hafid Alaoui), à la suite de la seconde tentative de coup d'État militaire contre Hassan II, le « coup d'État des aviateurs », dont il était l'instigateur.

## Biographie
Mohamed Oufkir est natif d'Ain Chair, village marocain situé à quelques kilomètres de la frontière algérienne dans la province de Figuig, dans la région de l'Oriental, au sein d'une tribu berbère.
Il étudie au collège d'Azrou près de Meknès. En 1939, il entre à l'École militaire de Dar El Beida et, en 1941, il s'engage comme sous-lieutenant dans l'Armée française.
Son livret militaire mentionne qu'il « appartient à  l’influente famille Idoufkir du sud-est marocain »[réf. nécessaire]. Il participe en 1944 comme sous-lieutenant du 4e régiment de tirailleurs marocains (4e RTM) à la campagne d'Italie au sein du corps expéditionnaire français du général Juin puis à la guerre d'Indochine de 1947 à 1949, ce qui lui vaut au total huit citations, dont trois à l'ordre de l'armée, et d'être nommé chevalier puis promu officier de la Légion d'honneur pour faits de guerre,.
En 1950, il est « détaché au cabinet du général commandant supérieur des troupes du Maroc », le général Duval, aux côtés duquel il devient un spécialiste des services de renseignement.

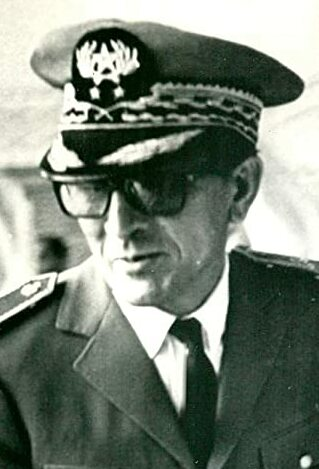
Mohamed Oufkir en 1971

En 1955, il devient aide de camp du roi Mohammed V, au lendemain de l'indépendance du Maroc. Son rôle est de réduire l'influence de l'Armée de libération nationale marocaine (ALN), d'atténuer le plébiscite autour de la légitimité des partis nationalistes, notamment l'Istiqlal et l'UNFP, et de créer les Forces armées royales (FAR). Promu colonel puis général de division, le « complot de juillet » que le régime attribue en 1963 à la gauche marocaine et les émeutes de Casablanca du 23 mars 1965 où, à bord d'un hélicoptère, il tire à la mitraillette sur la foule. L'opposant Moumen Diouri décrit dans Réquisitoire contre un despote les tortures que lui a personnellement infligées Oufkir dans la prison de Dar el-Mokri. Des prisonniers auraient été victimes d’exécutions extra-judiciaires sur son ordre.
Sa renommée franchit les frontières lorsqu'il est mêlé en 1965 à l'assassinat de Mehdi Ben Barka, principal opposant au roi Hassan II et secrétaire général de la Tricontinentale qui se déroule la même année de sa disparition. La justice française le condamne par contumace en France aux travaux forcés à perpétuité.
Il est ministre de l'Intérieur de 1967 à 1971 quand, le 10 juillet 1971, échoue la tentative de coup d'État militaire de Skhirat menée par le lieutenant-colonel M'hamed Ababou, directeur de l'École militaire des sous-officiers d'Ahermoumou, avec l'appui du général Mohamed Medbouh, à l'occasion de la fête d'anniversaire du roi au palais de Skhirat. Fait peu connu jusqu'à présent, Oufkir faisait déjà partie de ce premier complot. En effet les hauts gradés félons faisaient partie des invités et portaient des vêtements civils, mais avaient pour point communs le port de chemises jaunes. Les cadets putschistes reçurent pour instruction de ne pas inquiéter les convives portant une chemise jaune. Oufkir, pour une raison inconnue, décida pendant le putsch de récupérer sa tenue d'officier et de sauver le roi. Par la suite il a supprimé ses complices en jouant le rôle de l'honnête officier accusateur.
Oufkir tente d'infléchir la politique du roi dont il critique l'entourage. Conservant apparemment la confiance du roi, il est nommé commandant en chef des Forces armées royales et ministre de la Défense en 1971, dans le gouvernement de Mohamed Karim Lamrani. Obtenant l'appui de plusieurs militaires de l'armée de l'air marocaine, notamment du lieutenant-colonel Mohamed Amekrane, chef adjoint de l'aviation militaire et du commandant Kouira, chef de la 3e base aérienne militaire de Kénitra, il organise contre le roi Hassan II une tentative d'assassinat (coup d'État des aviateurs) qui échoue le 16 août 1972 : de retour de France, l'avion royal d'Hassan II est mitraillé par trois avions de chasse F-5 lors de son escorte aérienne, mais réussit à se poser à l'aéroport de Rabat-Salé.
Lors d'une conférence de presse, le 23 août 1972, le ministre de l'Intérieur Mohamed Benhima annonce que, quelques heures après que le commandant Kouira a avoué au roi qu'Oufkir était son complice, ce dernier se serait suicidé au palais royal de Skhirat en se tirant trois balles, dont la dernière l'atteignant à la tempe lui fut fatale. La version officielle de ce « suicide de trahison » dans un communiqué de la MAP (Maghreb Arabe Presse) est que « le général Oufkir s'est suicidé dans son bureau de l'état-major en se tirant une balle dans la tête » mais, selon le témoignage d'un diplomate occidental, Oufkir a été atteint de quatre balles, trois dans le dos et une dans la nuque. Sans toutefois que cette version puisse être vérifiée de façon sérieuse.
Selon Fatéma Oufkir, dans son livre Les Jardins du roi, son mari a été exécuté (comme en témoigneraient trois balles dans le dos et une balle dans la nuque) le soir même du putsch avorté, vers minuit, par le général (alors colonel) Ahmed Dlimi et le général Moulay Hafid Alaoui (ministre de la Maison royale et de la Chancellerie) au palais royal de Skhirat et en présence du roi Hassan II. Il s'agit toutefois d'une version contestée par le pouvoir monarchique étant donné la provenance de ladite « information ».
Selon une version relatée par Gilles Perrault dans son livre Notre Ami le roi, le général Oufkir a été exécuté en dehors du palais. Dlimi aurait contacté le général en lui annonçant que le roi, grièvement blessé, était à sa merci dans une maison proche de l'ambassade du Liban à Rabat. Oufkir s'y serait rendu aussitôt et y aurait été abattu par Dlimi et Moulay Hafid Alaoui ; le cadavre aurait été ensuite transporté à Skhirat. Certains hauts officiers marocains affirmaient qu'il était encore vivant, en 1999, prisonnier dans le Sud marocain, à 40 km d'Ifni. Ce qui encore une fois, a été écrit sans aucune preuve solide et crédible.

## Fonctions
- Directeur général de la sûreté nationale en juillet 1960[12].
- Ministre de l’Intérieur du 20 août 1964 au 4 août 1971 dans les Gouvernement Bahnini, Conseil Hassan II 4, Gouvernement Benhima/Laraki[13],[14].
- Ministre de la défense nationale du 4 août 1971 au 16 août 1972 dans les Gouvernement Lamrani I.et Gouvernement Lamrani II.

## Vie privée
Mohamed Oufkir était marié et père de six enfants. Après l'attentat, sa famille reste emprisonnée pendant près de vingt ans dans des conditions très dures.  
Sa fille Malika en témoigne dans La Prisonnière, paru en 2000 et L'Étrangère en 2006 co-écrit avec Michèle Fitoussi. La même année, sa veuve Fatéma publie Les Jardins du roi. Son fils Raouf est l'auteur d'une analyse plus politique, Les Invités, parue en 2004. Sa fille Soukaïna livre son vécu dans son ouvrage La Vie devant moi paru en 2008. 
Fatéma Oufkir est décédée en 2013 à 78 ans.

## Distinctions

### Décorations françaises
- Huit citations, dont trois à l'ordre de l'armée
- Chevalier de la Légion d'honneur à titre militaire (1947)
- Officier de la Légion d'honneur à titre militaire (1949)
- Croix de guerre 1939-1945 avec une palme et une étoile de vermeil[21]
- Croix de guerre des Théâtres d'opérations extérieurs avec quatre palmes, deux étoiles de vermeil, une étoile d'argent et une étoile de bronze[22]

### Décorations américaines
- Silver Star Medal (remise en 1944 par le général Mark Wayne Clark, commandant les forces alliées en Italie)